# Мануел Асаня
Мануел Асаня Диас (на испански: Manuel Azaña Díaz) е испански политик, министър-председател на Втората испанска република (1931 – 1933), президент на Испания (1936 – 1939), писател и журналист. След падането на републиката, той бяга във Франция и умира в изгнание.

## Биография
Роден е на 10 януари 1880 година в Алкала де Енарес в заможно семейство, но рано осиротява. Завършва право в университетите на Сарагоса и Мадрид. Работи като помощник адвокат и в нотариална кантора, от 1911 продължава обучението си във Франция. През 1914 г. става член на Реформистката партия. По време на Първата световна война е кореспондент, включително и на фронта. След войната на два пъти се кандидатира неуспешно за народен представител в Кортесите. През 20-те години работи като журналист във вестник Figaro, списанията Pluma и España.
Известен писател, автор на Vida de don Juan Valera (1926, (за нея е удостоен с Национална премия по литература), El Jardín de los frailes (1926), La invención del Quijote y otros ensayos (1934). Превежда произведения на Джордж Бороу, Бъртранд Ръсел, Стендал, пише литературна критика, публицист и есеист.

### Политическа дейност
В политическо отношение е противник на крал Алфонсо XIII и диктатора Мигел Примо де Ривера. През 1924 година публикува енергично възвание против диктатурата. В 1925 г., заедно с Хосе Хирал, основават партия Републиканско действие. В 1930 г. оглавява мадридското литературно, научно и художествено общество Атенеум, което свидетелства за силното му влияние сред испанските либерални интелектуалци. През август 1930 г. участва в сключването на Пакта от Сан Себастиян, символизиращ единството на всички републикански политически сили.
Назначен е за военен министър във временното правителство на републиката през 1931 г., а по-късно е едновременно и министър-председател (1931 – 1933) и повежда ярко изразена антиклерикална политика. Провежда аграрна и образователна реформа и започва реорганизация в армията, която подклажда съпротивата на военните срещу републиката. През ноември 1933 неговата партия излиза в опозиция, след като губи парламентарните избори. През 1934 г. оглавява Ляво-републиканската партия и е арестуван по обвинение, че подстрекава към въстание с цел обявяване на каталонска държава. Съдът го оправдава и той описва този период в книгата си Моето въстание в Барселона. В края на 1935 взема активно участие в създаването на лявата коалиция Народен фронт, победила на извънредните парламентарни избори през февруари 1936.
От февруари до май 1936 е министър-председател, а на 10 май 1936 заменя Нисето Алкала Самора на поста президент. Началото на гражданската война през юли 1936 нанася удар по тази позиция и ролята на президента става все повече само номинална. Има значителни разногласия с премиерите-социалисти Франсиско Ларго Кабалиеро и Хуан Негрин. По време на войната пише La velada en Benicarló, в която описва конфликтите, пречещи на единството на републиканците.
Достигайки до извода, че републиканците не могат да спечелят войната, Асаня става привърженик на компромис с франкистите. На 18 юли 1938 произнася реч пред парламента с призив за помирение под лозунга „Мир, милосърдие, прошка“. Въпреки това за националистите той си остава неприемлива фигура, свързана с републиканските реформи. През февруари 1939, след като републиканците губят контрол над Каталония, Асаня бяга във Франция, като преминава пеша през Пиренеите и на 27 февруари подава оставка, като с тази си стъпка улеснява загубването на легитимност от властите на републиката.
През 1940 година, след окупацията на Северна Франция от немците, представители на режима на Франко настояват за задържането на Асаня и екстрадирането му в Испания. Гестапо иска да бъде арестуван. Но посланикът на Мексико във Франция, Луис Родригес, спасява Асаня, като го премества с линейка на територията на мексиканското посолство в Монтобан. Там той живее с жена си няколко месеца. Но на 3 ноември 1940 г. неимоверно остарял за това време и тежко понасящ тези изпитания той умира.